# تمويل بيئي

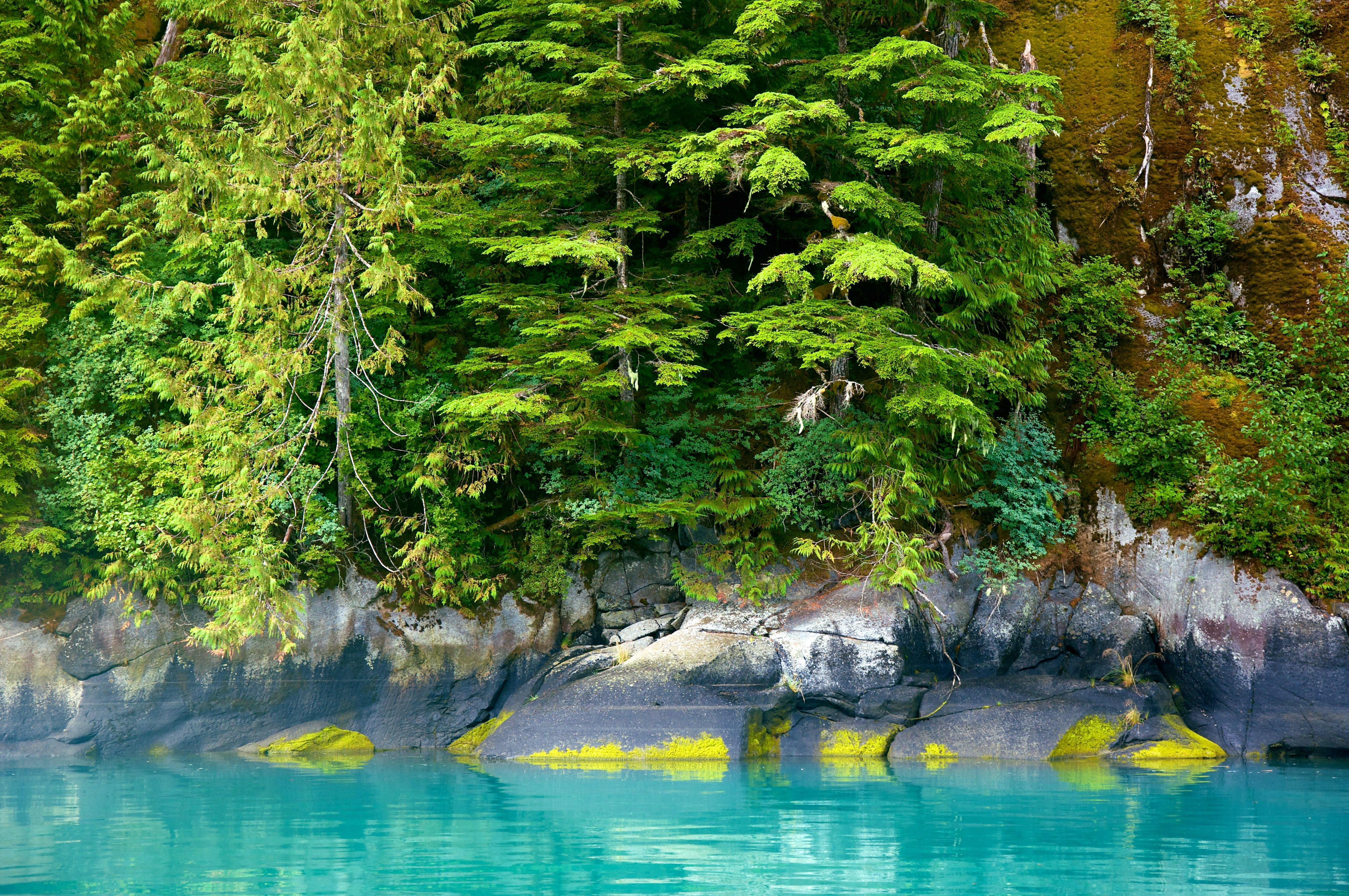

التمويل البيئي (بالإنجليزية: Environmental finance)‏ هو مجال تمويل يستخدم أدوات السياسة البيئية القائمة على السوق لتحسين التأثير البيئي لاستراتيجيات الاستثمار. ويتمثل الهدف الأساسي للتمويل البيئي في عكس الآثار السلبية لتغير المناخ عن طريق نظم التسعير والاتجار. أنشئ مجال التمويل البيئي استجابةً لسوء إدارة الهيئات الحكومية للأزمات الاقتصادية على مستوى العالم. يهدف التمويل البيئي إلى إعادة تخصيص موارد الأعمال التجارية لتحسين استدامة الاستثمارات مع الاحتفاظ أيضًا بهوامش ربح.

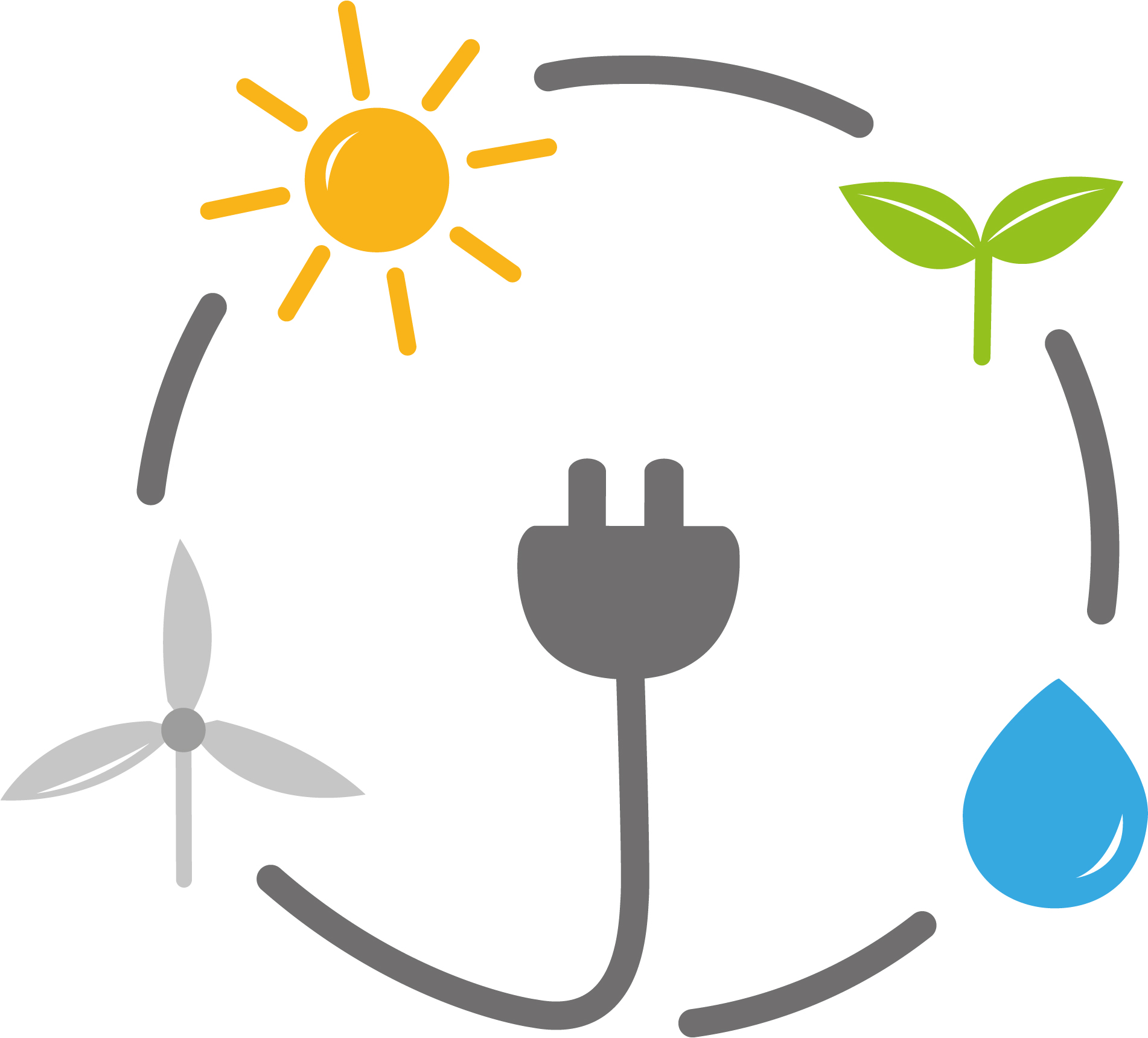
مخطط الطاقة المتجددة

## الاستراتيجيات
دفعت التحولات المجتمعية من الوقود الأحفوري إلى الطاقة المتجددة الناتجة عن زيادة الوعي بتغير المناخ الهيئات الحكومية والشركات إلى إعادة تقييم استراتيجيات الاستثمار لتجنب الأضرار البيئية التي لا يمكن إصلاحها. ويؤدي التحول عن الوقود الأحفوري إلى زيادة الطلب على مصادر الطاقة البديلة التي تتطلب استراتيجيات استثمار منقحة.
تتضمن المرحلة الأولية للتخفيف من تغير المناخ بواسطة الأدوات المالية التنبؤ البيئي والاقتصادي لنمذجة الآثار المستقبلية لمنهجيات الاستثمار الحالية على البيئة. يسمح هذا بتقدير تقريبي للبيئات المستقبلية؛ ولكن، يجب ملاحظة آثار اتجاهات الأنشطة لتجارية الضارة المستمرة من منظور غير خطي.

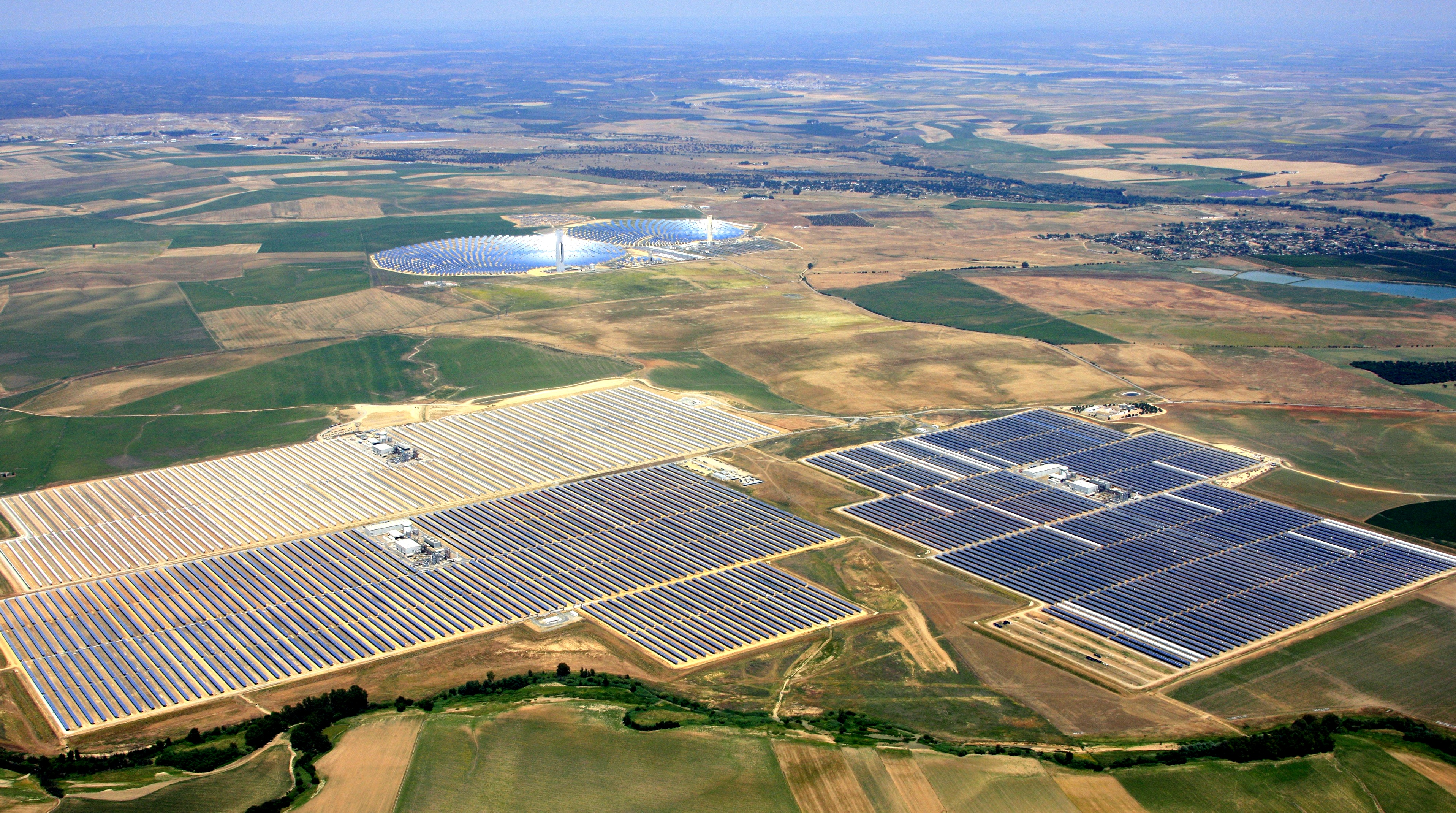
البنية التحتية للألواح الشمسية

تحد آليات الحد الأقصى للانبعاثات وتبادلها تجاريًا من الكمية الإجمالية للانبعاثات التي يمكن أن تطلقها منطقة أو بلد معين. وتمنح الشركات تصاريح قابلة للتداول يمكن شراؤها أو بيعها. يعمل هذا كحافز مالي لخفض الانبعاثات وكعقبة أمام لتجاوز الحدود القصوى للانبعاثات.
أنشئ نظام الاتحاد الأوروبي لتجارة الانبعاثات في عام 2005، ويعتبر الآن أكبر نظام لتجارة الانبعاثات على مستوى العالم.
وفي عام 2013، أنشئ نظام الحد الأقصى للانبعاثات وتبادلها تجاريًا في كيبيك ويعد حاليًا إستراتيجية التخفيف الأساسية في المنطقة.
يوفر الاستثمار الأجنبي المباشر في الدول النامية مصادر طاقة أكثر كفاءة واستدامة.
شُكلت آلية التنمية النظيفة في عام 2006 بموجب بروتوكول كيوتو، لتوفير الطاقة الشمسية والتقنيات الجديدة للدول النامية. يمكن أن تحصل البلدان التي تستثمر في الدول النامية على ائتمانات خفض الانبعاثات كمكافأة.
اقترحت إزالة ثاني أكسيد الكربون من الغلاف الجوي كحل للتخفيف من تغير المناخ، عن طريق زيادة كثافة الأشجار لامتصاص ثاني أكسيد الكربون. تتضمن الطرق الأخرى تقنيات جديدة ما تزال في مراحل البحث والتطوير.
سعى البحث في مجال التمويل البيئي إلى تحديد كيفية الاستثمار بشكل استراتيجي في التقنيات النظيفة. عند اقتران هذه الاستثمارات المستندة إلى البيئة بالتشريعات الدولية، مثل حالة بروتوكول مونتريال بشأن المواد المستنفدة لطبقة الأوزون، فإنها تحفز الصناعات الناشئة وتقلل من عواقب تغير المناخ. سيؤدي التعاون الدولي في النهاية إلى تغييرات تصلح الثقب في طبقة الأوزون.

### تمويل المناخ
يعرف تمويل المناخ، كما حددته اللجنة الدائمة المعنية بالتمويل التابعة لاتفاقية الأمم المتحدة الإطارية بشأن تغير المناخ، بأنه «التمويل الذي يهدف إلى الحد من الانبعاثات، وتعزيز مصارف غازات الدفيئة، ويهدف إلى الحد من تعرض النظم البشرية والبيئية للآثار السلبية لتغير المناخ والحفاظ عليها وزيادة مرونتها». استخدم المصطلح بالمعنى الضيق للإشارة إلى عمليات نقل الموارد العامة من البلدان المتقدمة إلى البلدان النامية، في ضوء التزاماتها بموجب اتفاقية الأمم المتحدة للمناخ بتوفير «موارد مالية جديدة وإضافية»، وبمعنى أوسع للإشارة إلى جميع التدفقات المالية المتعلقة بتخفيف تغير المناخ والتكيف معه.